# Big Lake (Misuri)
Big Lake es una villa ubicada en el condado de Holt en el estado estadounidense de Misuri. En el Censo de 2010 tenía una población de 159 habitantes y una densidad poblacional de 23,49 personas por km².

## Geografía
Big Lake se encuentra ubicada en las coordenadas 40°4′22″N 95°21′2″O / 40.07278, -95.35056. Según la Oficina del Censo de los Estados Unidos, Big Lake tiene una superficie total de 6.77 km², de la cual 4.26 km² corresponden a tierra firme y (37.15%) 2.51 km² es agua.

## Demografía
Según el censo de 2010, había 159 personas residiendo en Big Lake. La densidad de población era de 23,49 hab./km². De los 159 habitantes, Big Lake estaba compuesto por el 97.48% blancos, el 1.26% eran afroamericanos, el 1.26% eran amerindios, el 0% eran asiáticos, el 0% eran isleños del Pacífico, el 0% eran de otras razas y el 0% pertenecían a dos o más razas. Del total de la población el 0% eran hispanos o latinos de cualquier raza.